# Bruinkopdiksnavelmees
De bruinkopdiksnavelmees of kaneelmees (Suthora webbiana synoniem: Sinosuthora webbiana) is een zangvogel die niet verwant is aan de mezen, maar aan de Paradoxornithidae (diksnavelmezen). Het is een vogel die voorkomt in tropische en subtropische bergbossen in Oost-Azië en Indochina.

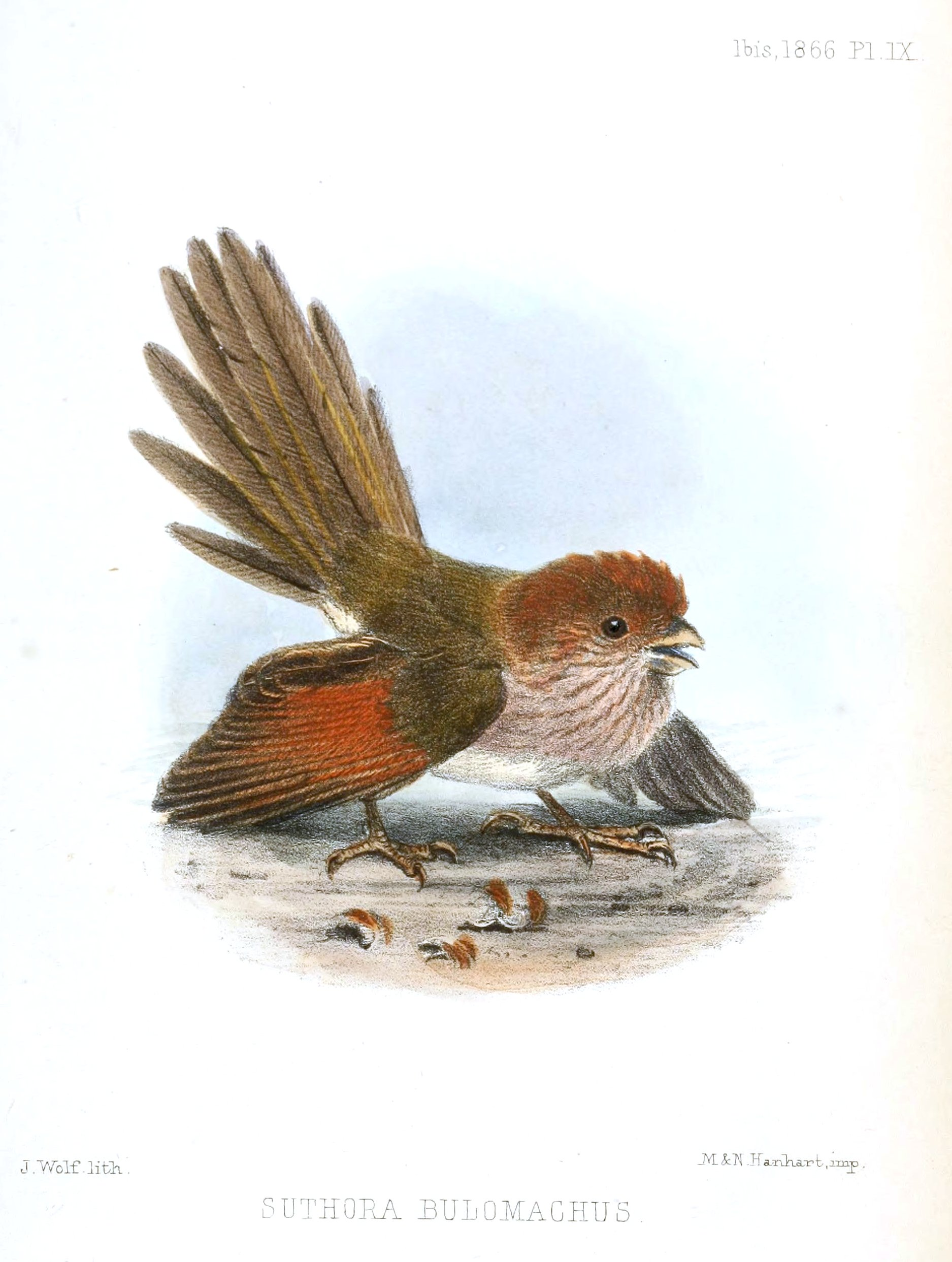
Illustratie van Joseph Wolf.

## Kenmerken
De bruinkopdiksnavelmees is een vrij kleine vogel met een lange staart. Deze staart wordt trapvormig smaller. De vogel is 11 tot 12,5 cm lang en weegt 8,5 tot 11 g. De vogel is overwegend bruin, de bovendelen zijn warmbruin, op de vleugels donkerder bruin. De keel en bovenkant van de borst zijn lichtroze met bruine streepjes. De kruin en het voorhoofd zijn roodbruin, de snavel is leigrijs tot bruin met een lichte punt.

## Verspreiding en leefgebied
De bruinkopdiksnavelmees komt voor van Noord-Vietnam tot het zuiden van Mantsjoerije. Het is een vogel die leeft in een groot aantal landschapstypen, maar meestal in enigszins bebost gebied, gebieden met struikgewas, bosranden, bamboebosjes maar ook in heggen en in rietmoerassen en in agrarisch gebied zoals theeplantages en boomkwekerijen. In China ook in montaan bos tot op 1000 m boven de zeespiegel.
De soort telt zes ondersoorten: 
- S. w. mantschurica: zuidoostelijk Rusland en noordoostelijk China.
- S. w. fulvicauda: Hebei (oost-China) en Korea.
- S. w. suffusa: centraal en zuidoostelijk China en noordoostelijk Vietnam.
- S. w. webbiana: Jiangsu en Zhejiang.
- S. w. elisabethae: zuidelijk China en noordwestelijk Vietnam.
- S. w. bulomacha: Taiwan.

## Status
De bruinkopdiksnavelmees heeft een enorm groot verspreidingsgebied en daardoor alleen al is de kans op de status kwetsbaar (voor uitsterven) uiterst gering. De vogel is algemeen voorkomend. Om deze redenen staat deze diksnavelmees als niet bedreigd op de Rode Lijst van de IUCN.

### Voorkomen alsverwilderde exoot
In Italië komt een verwilderde populatie voor van de bruinkopdiksnavelmees. Sinds 1997 bestaat in Nederland, in de omgeving van Weert (Limburg), een zichzelf instandhoudende populatie van 20 tot 35 broedparen. Een onderzoek gepubliceerd in 2023 leverde 42 territoria, maar geen opvallende uitbreiding van het eerder vastgesteld verspreidingsgebied rond Weert.